# Ipomoea sancti-nicolai
Ipomoea sancti-nicolai är en vindeväxtart som beskrevs av Carl August Bolle. Ipomoea sancti-nicolai ingår i släktet praktvindor, och familjen vindeväxter. Inga underarter finns listade i Catalogue of Life.